# Jaspis hiwasaensis
Jaspis hiwasaensis är en svampdjursart som beskrevs av Kazuo Hoshino 1977. Jaspis hiwasaensis ingår i släktet Jaspis och familjen Ancorinidae. Inga underarter finns listade i Catalogue of Life.